# Julius Dedual
Julius Eduard Dedual auch Julius De Dual (* 5. Dezember 1864 in Chur; † 5. Dezember 1939 in Savognin) war ein Schweizer Jurist und Politiker (CVP).

## Leben

### Familie
Julius Dedual war der Sohn des Juristen und Politikers Johann Josef Dedual (* 9. Dezember 1834 in Trimmis; † 16. November 1911 Chur) und dessen Ehefrau Josephine (geb. Brückner) (1842–1907) aus München; er hatte noch zwei Brüder und eine Schwester.
Er war seit dem 29. Mai 1897 mit Amantia (1869–1937), die der Richterfamilie Good entstammte und die Tochter von Eduard Good aus Mels war, verheiratet; gemeinsam hatten sie drei Kinder, zu denen unter anderem der spätere Staatsanwalt Eugen Dedual (* 5. November 1899 in Chur; † 21. Februar 1968) gehörte.
Julius Dedual wurde auf dem Friedhof Hof in Chur beigesetzt.
Das Familienarchiv Dedual befindet sich im Staatsarchiv Graubünden.

### Werdegang
Julius Dedual besuchte anfangs die Primarschule in Chur und darauf die bischöfliche Hofschule sowie die Bündner Kantonsschule, die er 1883 mit der Matura abschloss.
Er besuchte 1883 die Akademie Neuenburg und immatrikulierte sich 1884 zu einem Philosophiestudium an der Universität Eichstätt in Bayern; 1885 studierte er Rechtswissenschaften an der Universität München, 1887 an der Universität Zürich und 1888 an der Universität Heidelberg. Sein Studium beendete er in Heidelberg im März 1889 mit seiner Promotion zum Dr. jur.
Seit 1891 war er als Rechtsanwalt in Chur und von 1889 bis 1909 war er im Kreisgericht Chur tätig; in diesem Zeitraum war er ebenfalls von 1899 bis 1901 im Bezirksgericht für den Bezirk Plessur.
1930 wurde er, als Nachfolger des verstorbenen Friedrich Brügger, zum Kastenvogt des Klosters Poschiavo gewählt.
Er wurde 1935 zum Vizepräsidenten des Direktoriums des Bankrats der Graubündner Kantonalbank bestellt.
Julius Dedual gehörte dem bündnerischen Erziehungsrat an und war Präsident des 1917 gegründeten Rheinverbands, der sich für die nachhaltige Nutzung der Gewässer im internationalen Einzugsgebiet des Alpenrheins einsetzte.
Er verfasste verschiedene Rechtstexte und betätigte sich auch als Journalist, vor allem mit Beiträgen im Bündner Tagblatt.

### Militärisches Wirken
1884 besuchte Julius Dedual die Offiziersbildungsschule und wurde noch im selben Jahr zum Leutnant der Infanterie befördert. 1892 war er Oberleutnant im Infanteriebataillon 93/II.
1907 wurde er als Hauptmann vom Gerichtsschreiber zum Untersuchungsrichter beim Divisionsgericht VIII (1912: Militär-Territorialgericht 8) ernannt.

### Politisches Wirken
Julius Dedual war von 1891 bis 1893 und von 1899 bis 1908 Bündner Grossrat und präsidierte diesen 1906, nachdem er 1905 zum Vizepräsidenten gewählt worden war; er trat 1892, gemeinsam mit seinem Vater, aus der katholisch-konservativen Fraktion im Grossen Rat aus.
Er war 1893 sowohl im Grossen als auch im Kleinen Churer Stadtrat vertreten.
1902 kandidierte er für die föderal-demokratische Partei für die Wahl zum Regierungsrat.
Er unterzeichnete bei der Umwandlung von der konservativ-demokratischen Partei zur christlich-demokratischen Partei als Fraktionspräsident am 22. Mai 1903 die Parteistatuten; nach der Umbildung wurde Johann Schmid Präsident der  Konservativ-Demokratischen Partei und Julius Dedual wurde zum Mitglied in den Vorstand der Partei gewählt.
Als Regierungsrat leitete er von 1909 bis 1917 das Departement für Bau- und Forstwesen; er war dazu auch stellvertretender Leiter des Justiz-, Polizei- und Sanitätsdepartements.
1914 wurde er zum Vizepräsidenten des Regierungsrats des Kantons Graubünden gewählt.
Er war, als Nachfolger des verstorbenen Alois Steinhauser, vom 1. Februar 1919 bis zum 2. Dezember 1928 für die Bündner Konservativ-Demokraten in der katholisch-konservativen Fraktion des Nationalrats.

## Mitgliedschaften
Julius Dedual war stark im katholischen Milieu und dessen Institutionen verwurzelt.
Er war unter anderem Mitglied des Schweizerischen Studentenvereins und Präsident des Corpus catholicum, das als Legislative der Katholischen Kirche Gesetze und Verordnungen für die Aufgaben der Katholischen Landeskirche Graubünden erliess.

## Schriften (Auswahl)
- (Zusammen mit Albert Büchi und Joseph Vock), Geschichte der Helvetia Eystettensis (Auslandssektion des Schweizerischen Studentenvereins seit 1864), Wintersemester 1884/85, Manuskript, in: Universitätsbibliothek Eichstätt, Handschriftenabteilung, VA 8 (gedruckt in erweiterter Form ohne Autorennennung, Eichstätt 1889).
- Kulturbilder aus dem Leben der Ritter von Marmels. In: Bündnerisches Monatsblatt, Heft 7. 1919. S. 201–211 (Digitalisat).